# NGC 939
NGC 939 est une vaste galaxie elliptique située dans la constellation de l'Éridan. NGC 939 a été découverte par l'astronome britannique John Herschel en 1835.

## Caractéristiques
Sa vitesse par rapport au fond diffus cosmologique est de 5 018 ± 46 km/s, ce qui correspond à une distance de Hubble de 74,0 ± 5,2 Mpc (∼241 millions d'al).

## Groupe d'ESO 246-21
NGC 939 fait partie d'un groupe de galaxies d'au moins 8 membres, le groupe d'ESO 246-21. Les autres du groupe sont IC 1810, IC 1812, NGC 954, ESO 246-15, ESO 246-16 et ESO 246-22.

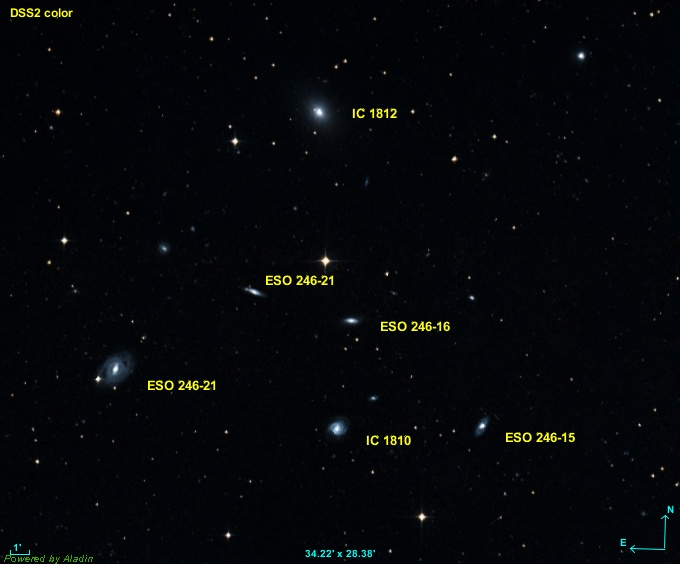
Six galaxies du groupe d'ESO 246-21.